# كارلا تشين
كارلا تشين هي لاعبة كرة قدم كندية، ولدت في 5 أكتوبر 1966 في كينغستون في جامايكا.

## وصلات خارجية
- كارلا تشين على موقع الاتحاد الدولي (مؤرشف)  (الإنجليزية)